# 斌寧
宗室斌寧（穆麟德轉寫：Bining，1742年10月7日—1800年1月23日，乾隆七年九月初九日亥時—嘉慶四年十二月二十九日午時），譜名斌英，鑲紅旗滿洲人，遠支宗室鑲紅旗第四族綿字輩，已革奉恩輔國公富春之子，清朝大臣、將領，封爵奉恩鎮國公，官至寧夏將軍。

## 生平
乾隆二十六年十二月（1762年），授侍衛處四等侍衛。二十七年（1762年）十月，考封二等奉國將軍。十一月，升授三等侍衛。三十九年十二月（1775年），升授二等侍衛。四十年（1775年）十一月，升授一等侍衛。
四十二年（1777年）十一月十九日，襲封奉恩輔國公。隨後授散秩大臣。四十三年（1778年）三月，乾隆帝追論開國諸王功績，諭敬謹親王尼堪功勳頗顯，且作戰陣亡，但子孫只有輔國公一人，特別加恩以斌寧晉封奉恩鎮國公，世襲罔替。四十七年（1782年）八月，授正紅旗蒙古副都統。十月，授宗人府左宗人。四十八年（1783年）五月十三日，授鑲藍旗護軍統領。乾隆帝駐蹕熱河，命斌寧與永瑢、阿桂、福隆安、德保、金簡為留京辦事大臣；六月初三日，因雷雨時雷擊造成體仁閣失火，官兵、太監搶救數小時後熄滅，留京辦事大臣自請議處，乾隆帝認為雷擊與平常不戒於火不同，寬免議處。五十年（1785年）九月初四日，轉正紅旗滿洲副都統。五十六年（1791年）五月，因轄下值班看守內務府銀庫的護軍兵丁糾結多人偷竊銀庫銀兩，與另二位護軍統領崇尚、扎郎阿以怠玩失察，遭到議處，降一級調用，乾隆帝並檢討「兼將軍、都統之宗室王公等，遇有案件應與同事大臣降調者，每降一級，俱加倍罰該管職任俸四年抵銷」之舊例，改定〈宗室王公等兼任實降例〉：「凡兼職之宗室王公等，遇有案件應與同事大臣降級調用者，均著照此次之例，將宗室王公等所兼職任，實行議降，其加倍罰俸著即停止」。十三日，乾隆帝察覺鑲藍旗護軍騎射生疏，認為斌寧平日訓練廢弛，雖已降調，仍交兵部察議。
嘉慶二年（1797年）八月二十日，復授鑲藍旗漢軍副都統。三年（1798年）正月十六日，調鑲藍旗滿洲副都統，二十五日，授正藍旗護軍統領。四年（1799年）正月十一日，授鑲黃旗漢軍都統。三月初八日，升授寧夏將軍。十二月二十九日（1800年1月23日）午時，卒，年五十八歲。

## 家庭及關聯
下述資訊均出自《愛新覺羅宗譜》。
- 七世祖：清太祖（1559年—1626年）。

七世祖母：清太祖元妃（1560年—1592年）。
- 六世祖：廣略貝勒褚英（1580年—1615年），清太祖長子。

六世祖母：納喇氏，褚英繼夫人，淸佳努之女。
- 五世祖：和碩敬謹莊親王尼堪（1610年—1652年），褚英三子，功封敬謹親王，拜定遠大將軍。

五世祖母：尼堪庶福晉，蒙固爾岱之女。
- 高祖父：已削鎮國公蘭布（1642年—1680年），尼堪長子，歷封敬謹親王，降為鎮國公後因事追削。

高祖母：瓜爾佳氏，蘭布繼妻，參領跨占之女，一等公鰲拜孫女。
- 曾祖父：輔國公品級賴士（1662年—1732年），蘭布四子，封輔國公品級。

曾祖母：納喇氏，賴士側室，達里祜之女。
- 祖父：輔國簡恪公伊爾登（1684年—1749年），賴士三子，襲封輔國公，官至正黃旗蒙古都統，諡簡恪。

祖母：薩克達氏，伊爾登嫡妻，護軍統領察哈泰之女。

### 父母
- 父：已革奉恩輔國公富春（1712年—1781年），伊爾登七子，襲奉恩輔國公，官至杭州將軍，因事革爵革職。

母：博爾濟吉特氏，三等子烏爾圖那蘇圖（吳爾圖那思圖）之女

### 兄弟
斌寧排行第三，有二兄十三弟。
- 賓明（1739年—1744年），嫡母博爾濟吉特氏所生。早卒，無嗣。
- 賓顏（1741年—1742年），嫡母博爾濟吉特氏所生。早卒，無嗣。
- 文布（1743年—1803年），庶母李氏所生，過繼族叔赫楞額為嗣，閒散。娶瓜爾佳氏，筆帖式常凱之女。
- 斌泰（1749年—1777年），嫡母博爾濟吉特氏所生。封二等輔國將軍，官三等侍衛。娶博爾濟吉特氏，佐領坦保之女。
- 斌平（1753年—1755年），庶母李氏所生。早卒，無嗣。
- 斌靜（斌靖，1754年—1832年），嫡母博爾濟吉特氏所生。封二等輔國將軍，官至黑龍江將軍，革職遣戍。娶費莫氏，總督溫福之女；繼娶范佳氏，范宜恭之女，侍郎范承烈曾孫女。
- 斌康（1755年—1803年），庶母李氏所生，閒散。娶戴錫納爾氏，郎中杜寬之女。
- 斌特宜（1757年—1758年），庶母納喇氏所生。早卒，無嗣。
- 斌昌（1763年—1773年），庶母納喇氏所生。早卒，無嗣。
- 斌冲（1765年—1777年），庶母馬氏所生。早卒，無嗣。
- 斌豐（1766年—1768年），庶母馬氏所生。早卒，無嗣。
- 斌松（1768年—1814年），庶母馬氏所生。官至都察院工科給事中。娶范佳氏，范宜恭之女，侍郎范承烈曾孫女。
- 斌福（1771年—1812年），庶母馬氏所生，閒散。娶楊佳氏，河南巡撫楊魁之女。
- 斌德（1773年—1788年），庶母納喇氏所生。早卒，無嗣。
- 斌瑞（1776年—1784年），庶母馬氏所生。早卒，無嗣。

### 妻室
- 嫡妻：沙濟富察氏，都統廣成之女。
- 無側室。

### 子嗣
- 長子：果勒豐阿（1763年—1827年），富察氏所生。襲奉恩鎭國公，官至杭州將軍。娶沙濟富察氏，荊州副都統富森布之女。
- 次子：博爾慶阿（1764年—1792年），富察氏所生。封一等輔國將軍。娶瓜爾佳氏，貴州按察使巴尼琿之女。
- 長女，適沙濟富察氏，官廣西左江道重倫。